# Princípio da sucumbência
O Princípio da sucumbência, também denominado princípio do sucumbimento, atribui à parte vencida em um processo judicial o pagamento de todos os gastos decorrentes da atividade processual. 
A adoção do princípio da sucumbência busca assegurar àquele que teve seu direito violado a mesma situação econômica que teria se não tivesse sido ajuizada a demanda. Assim, "todos os gastos do processo devem ser atribuídos à parte vencida quanto à pretensão deduzida em juízo, independentemente de sua culpa pela derrota" 
"É a desconformidade entre o que foi pedido e o que foi concedido pelo juiz. A sucumbência pode ser total ou parcial, conforme o juiz conceda total ou parcialmente o pedido do autor." Os honorários advocatícios são fixados entre 10 (mínimo) e 20% (máximo) sobre o valor condenado.
Veja, dentre outros, os artigos 82 e seguintes do Novo Código de Processo Civil brasileiro.
No processo do trabalho, o princípio da sucumbência não tem aplicação ilimitada, dada a existência da legislação específica, não sendo albergada a teoria da reparação integral.